# Linnaemya elgonica
Linnaemya elgonica là một loài ruồi trong họ Tachinidae.